# Henri La Fontaine
Henri La Fontaine, belgijski mednarodni pravnik, nobelovec, * 22. april 1854, † 14. maj 1943, Bruselj, Belgija. 
Bil je predsednik Mednarodnega mirovnega biroja. Nagrajen je bil z Nobelovo nagrado za mir  leta 1913.

## Življenje
La Fontaine je bil rojen v Bruslju, študij prava je opravil v stari Bruseljski svobodni univerzi. Leta 1877 postane član zbornice, uveljavi pa se kot poznavalec mednarodnega prava. Tako on kot njegova sestra Léonie La Fontaine sta zgodnja zagovornika ženskih enakopravnosti in pridobitev volilne pravice za ženske in sta tudi ustanovitelja Belgijske lige za ženske pravice. Leta 1893 postane profesor mednarodnega prava v Univerzi v Bruslju, dve leti kasneje pa je izvoljen v belgijski senat kot član socialistične stranke. Kot podpredsednik senata deluje od leta 1919 do 1932.
La Fontaine se je že zelo zgodaj začel zanimati za delovanje Mednarodnega mirovnega biroja. Veliko vpliva in truda je vložil v Haške mirovne konference leta 1899 in 1907. Biroju je predsedoval od leta 1907 pa do svoje smrti leta 1943. Prva svetovna vojna je prepričala La Fontaina o nujnosti mednarodnega sodišča po ponovni vzpostavitvi miru. Sam je predlagal številne možne člane takšnega sodišča, kot so Joseph Hodges Choate, Elihu Root, Charles William Eliot in Andrew Dickson White.  Podpiral je združevanje vseh svetovnih mirovnih organizacij.
Bil je belgijski delegat pariške mirovne konference leta 1919 in član zasedanja Lige narodov 1920–21. Ustanovil je organizacijo Centre Intellectuel Mondial (ki se je kasneje združila v okviru Lige narodov v Inštitut za intelektualno sodelovanje), ki je predlagala projekte, kot so svetovna šola, svetovna univerza in svetovni parlament. Leta 1907 je s Paulom Otletom ustanovil Union of International Associations, kakor tudi organizacijo, ki je kasneje postala International Federation for Information and Documentation (FID), prav tako s Paulom Otletom. Henri La Fontaine je bil prostozidar, član lože Les Amis Philanthropes v Bruslju. Umrl je 14. maja 1943 v Bruslju.

## Dela
Henri La Fontaine je avtor številnih pravnih priročnikov in dokumentarne zgodovine mednarodne arbitraže:
- Les droits et des obligations des entrepreneurs de travaux publics (1885)
- Traité de la contrefaçon (1888)
- Pasicrisie internationale (1902)
- Bibliographie de la Paix et de l'Arbitrage (1904)

Je tudi ustanovitel pravne revije La Vie Internationale.